# Макротопонім
Макротопонім (від грец. μακρός — великий, грец. τόπος — місце) — власне ім'я, що означає назву великого фізико-географічного об'єкта, який має широку сферу вживання, широку популярність. Макротопоніми зазвичай співвідносяться з етнонімом (болгари — Болгарія, сакси — Саксонія). Співвіднесеність буває прямою, коли назва країни походить від етноніма (франки — Франція, чехи — Чехія, греки — Греція), і зворотною, коли етнонім проведений від назви країни (Америка — американці, Австралія — австралійці).
| Земля | Це незавершена стаття з географії. Ви можете допомогти проєкту, виправивши або дописавши її. |